# 芸豆巻
芸豆巻（ユゥンドウジュエン）は北京の伝統的な菓子。
「芸豆」はインゲンマメの意。
通常は、餡をくるりと巻いたような円形や四角形をしている。インゲンマメをペースト状に煮込み、砂糖で味付けしたものを平たく伸ばし、その上に餡子をのせて巻きあげて作る。
白く、柔らかいが、サクサクしており、中が甘いのが特徴の菓子である。
もともとは庶民が食する菓子であったが、菓子売りの声を聞いた西太后が宮殿に呼び入れて、販売していた菓子を食したところ、非常に美味であったため、以降は宮廷の料理人にも作らせるようになり、宮廷菓子となり、西太后お気に入りの菓子となった……という逸話がある。
レストランなどでは、豌豆黄（エンドウ豆の羊羹）とセットで提供されることが多い。